# Jan Pennlöv
Jan-Ingvar Pennlöv, född 2 februari 1940 i Kristianstad, är en svensk jurist.
Jan Pennlöv blev juris kandidat vid Lunds universitet 1966. Han genomförde tingstjänstgöring 1967–1969, utnämndes till fiskal i Hovrätten för Västra Sverige 1969 och blev assessor 1975. Pennlöv blev sakkunnig i Utbildningsdepartementet 1975, kansliråd 1977 och rättschef i departementet 1980. Han var lagman i Ljusdals tingsrätt 1981–1990 och justitieombudsman 1990–2002.
Pennlöv var ordförande för radiolagsutredningen 1985–1994 och har även haft ett antal andra utrednings- och styrelseuppdrag.